# Fernando Coca de la Piñera
Fernando Coca de la Piñera  (San Fernando, 1910-Madrid, 1981) fue un militar y político español. Durante la Dictadura franquista ejerció como gobernador civil de las provincias de Jaén y Sevilla, así como procurador en las Cortes franquistas.

## Biografía
Nació en la localidad gaditana de San Fernando en 1910. Militar profesional, pertenecía al arma de caballería. Llegó a tomar parte en la «Sanjurjada» de agosto de 1932. Durante la Guerra civil combatió junto a las fuerzas sublevadas. Procedente de las filas del tradicionalismo, con posterioridad acabaría afiliándose a FE de las JONS.
En octubre de 1941 fue nombrador gobernador civil de Jaén, donde procedió a reorganizar las corporaciones locales y a la consolidación del partido único en la provincia. En 1943 fue nombrado gobernador civil de Sevilla, donde debió hacer frente a las graves inundaciones que afectaron a la provincia en 1947 y 1948, hechos que provocaron no pocas protestas populares. Su condescendencia con las élites de la provincia sevillana provocó el malestar de elementos de la Guardia de Franco, que llegaron a distribuir cartas en las que se le atacaba. Incluso el vicesecretario general de FET y de las JONS, Rodrigo Vivar Téllez, llegó a solicitar a Franco su destitución —que el «generalísimo» aceptó—, argumentando su:

...falta total y absoluta de criterio político, que le ha hecho confundir durante mucho tiempo el buen gobierno de la provincia con la complacencia frente a las exigencias de un grupo de aristócratas y de grandes propietarios...

Miembro del Consejo Nacional de FET y de las JONS, también fue procurador en las Cortes franquistas.
Ejerció como director general de Previsión, entre 1950 y 1957.